# Tamiahua
Tamiahua é um município do estado de Veracruz, no México. Ele está situado na porção norte do estado. Tem uma superfície de 985,4 km² e localiza-se a 21°17'N 97°27'W.